# فياخويوسا
فياخويوسا (رسميًا باللغة الفالنسية: la Vila Joiosa، لا فيلا جويوسا) هي بلدية تقع في مقاطعة اليكانتي. جنوب شرق إسبانيا. يبلغ عدد سكانها 29.263 نسمة.

## توأمة
لفايلاجويوسا/لا فايلا جوايوسا اتفاقيات توأمة مع:
- فيتري

## أعلام
- انتوني يونج
- فرنسيسكو توريس أوليفر
- خوسيه رودريغيز مارتينيز
- مارتا بالدو
- أغسطين غاليانا

## وصلات خارجية
- (بالإسبانية)